# Civilization: Beyond Earth
Sid Meier's Civilization: Beyond Earth is een turn-based strategy-computerspel ontwikkeld door Firaxis Games dat op 24 oktober 2014 wereldwijd is uitgebracht. Het maakt deel uit van de Civilization-computerspelserie en is een opvolger van het computerspel Alpha Centauri uit 1999, in de zin dat het door grotendeels hetzelfde ontwikkelingsteam gemaakt werd en veel concepten die in Alpha Centauri geïntroduceerd werden ook in Beyond Earth gebruikt worden.

## Gameplay
Beyond Earth speelt zich af in de toekomst, waarin de Aarde gedestabiliseerd is en acht verschillende facties van een Nieuwe Wereldorde een buitenaardse missie beginnen. Als leider van een nieuwe grootmacht koloniseert de speler een onontgonnen planeet en moet deze zich zien te handhaven tussen buitenaardse levensvormen en rivaliserende facties.

## Facties
| Beschaving                             | Leider                    | Hoofdstad | Vertegenwoordiging |
| -------------------------------------- | ------------------------- | --------- | ------------------ |
| American Reclamation Corporation (ARC) | Suzanne Marjorie Fielding | Central   | Noord-Amerika      |
| Pan-Asian Cooperative (PAC)            | Daoming Sochua            | Tiangong  | Oost-Azië          |
| People's African Union (PAU)           | Samatar Jama Barre        | Magan     | Afrika             |
| Kavithan Protectorate                  | Kavitha Thakur            | Mandira   | India              |
| Brasilia                               | Rejinaldo Bolivar         | Cidadela  | Zuid-Amerika       |
| Franco-Iberia                          | Élodie                    | La Coeur  | West-Europa        |
| Polystralia                            | Hutama                    | Freeland  | Oceanië            |
| Slavic Federation                      | Vadim Kozlov              | Khrabrost | Oost-Europa        |